# Batalla de Fraustadt
El 2 de febrerjul. / 3 de febrersuec. /13 de febrer greg. un cos de l'exèrcit suec, comandat per Carl Gustaf Rehnskiöld, vencé l'exèrcit combinat del general Johann Matthias von der Schulenburg a Fraustadt, l'actual Wschowa, en el curs de la Gran Guerra del Nord.

## Antecedents
El desembre de 1705 sobrepassaren les tropes russes del mariscal de camp Georg Benedikt D'ogilvy amb 20.000 homes la frontera polonesa, per ajuntar-se amb les tropes saxones. L'exèrcit rus s'atrinxerà a la fortalesa de Grodno i esperava a Entsatz. Carles XII s'hi desplaçà ràpidament amb el cos principal del seu exèrcit, de gairebé 30.000 homes. A causa de l'època de l'any i la fortalesa defensiva de Grodno, Carles XII decidí assetjar la fortalesa, després de constatar que els russos no volien presentar batalla a camp obert. L'exèrcit principal suec s'acontentà amb un blocatge a Grodno, aquarterant les seves tropes als pobles veïns, ja que necessitaven descans després d'un any de batalles esgotadores.
Com August II va veure que Carles XII no podia atacar Grodno, es va celebrar un consell de guerra que va decidir la destrucció d'un destacament suec independent sota el comandament de Carl Gustaf Rehnskiöld. Rehnskiöld tenia més de 10.000 homes amb la missió de protegir de la Gran Polònia i Varsòvia. August II es desplaçà cap a l'oest amb tots els destacaments polonesos per reunir-se, a la frontera de Silèsia, amb l'exèrcit saxó sota el comandament del general Schulenburg per atacar conjuntament el cos de Rehnskiöld i després marxar sobre Grodno. El 18 de gener August II va aconseguir trencar el bloqueig suec amb 2.000 homes envers l'oest, juntament amb diversos contingents de polonesos. A continuació, després d'un petit descans es va traslladar amb el seu exèrcit de 14.000-15.000 efectius per atacar els suecs. També va ordenar al general Schulenburg que amb 6.000 homes del cos auxiliar rus marxes cap a la Gran Polònia, per tal d'unir-se amb ell.
Rehnskiöld rebé notícies del pla saxó i esperava derrotar els seus adversaris combatent-los per separat. Per incitar Schulenburg a un atac anticipat fingí una retirada a la fortalesa de Poznań. Aquest caigué en el parany, tot i que August II encara era Varsòvia, ja que creia que amb els seus 18.000 homes podia vèncer els 10.000-12.000 de Rehnskjöld. L'exèrcit saxó-rus el formaven soldats empesos al servei i pobrament entrenats, diversos Regiments de francesos i presoners suïssos de la batalla de Höchstädt. A més a més hi havia una cos auxiliar rus de 6.400 homes.

## Batalla

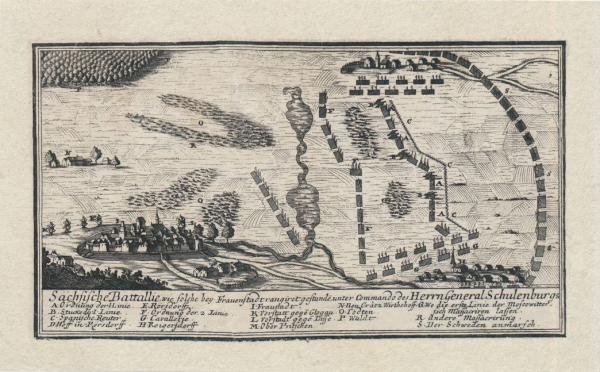
Saxons (esquerra), suecs (dreta)

Al flanc esquerre, la cavalleria sueca comandada per Humerhielm va tenir problemes per travessar un pantà congelat, però la cavalleria saxona no aprofità aquest avantatge. Després de reagrupar-se, els suecs carregaren tres cops contra la Guàrdia de Corps Saxona i la Cavalleria de la Guàrdia desbaratant-los. El coronel von Krassow, comandant de la cavalleria sueca al franc dret, va flanquejar l'esquerra russa amb dotzes esquadrons de dragons, prop del poble de Rörsdorf, i atacaren la cavalleria saxona que cobria el flanc rus. El flanc esquerre saxó es va desplomar en veure la destrucció del seu flanc dret i sucumbí als dragons suecs. La cavalleria del coronel Von Krassow feu un moviment d'agulla de rellotge i carregà contra la rereguarda russo-saxona, trencant la formació de diversos regiments saxons
Al flanc esquerre saxó, encarat a la infanteria de Rehnskiöld, els russos estaven desplegats amb els seus uniformes girats, perquè s'emblessin saxons, amb el vermell com a color i no el verd rus. Això es devia a una ordre de Schulenburg que qüestionava la capacitat de batalla dels russos i volia evitar que els suecs detectessin aquesta suposada debilitat. La infanteria sueca atacà frontalment la línia russo-saxona, sota el foc de l'artilleria pesant i de fuselleria. En descobrir que l'ala esquerra enemiga estava formada per tropes russes, Rhenskiöld dirigí l'assalt de la seva infanteria cap aquesta posició, que també estava sent atacada per la rereguarda pel coronel von Krassow i els seus genets. La infanteria russa va ser ràpidament rodejada i dispersada.
El centre saxó tenia el seu flanc i la seva rereguarda, i els seus regiments es van doblegar i van trencar la formació, a causa de la pressió que rebien al flanc esquerre. El flanc dret saxó, inicialment, resistí i infringir danys a la infanteria sueca, fins que la cavalleria aconseguir creuar el pantà congelat i atacar els saxons per la rereguarda. El cos principal de l'exèrcit aliat es retirà cap al sud a través de Fraustadt. La cavalleria sueca, prèviament retinguda al pantà, ja avançava per camp obert i encalçà els russos i saxons en retirada. Rodejats per la cavalleria sueca al front i la infanteria sueca a la rereguarda saxons i russos es rendiren en massa.

## Conseqüències
El general Schulenburg detallà un total de 5.807 homes morts, ferits i presos. Rehnskjöld anuncià la mort de 4.000 saxons i 6.000 presos. Rehnskjöld comptà 354 suecs morts i 972 ferits.
Els suecs capturaren quatre companyies d'artilleria i una companyia d'artesans, 701 cavalls i tots els cotxes de munició dels saxons, 31 canons, 28.5 tones de pólvora, 40 bales de canó de sis lliures i 40 de tres, magranes i granades de mà, 2.100 mosquets, 960 espases, 1.470 baionetes, 1.000 braces de metxa, 90 fusells curts, 460 corretjams, i 32 caixes amb bales de mosquet.
Al llarg del mes de març anaren arribant restes de l'exèrcit a Saxònia. El general Schulenburg es queixà al rei del comportament dels soldats en combat, especialment de la cavalleria, i va exigir un consell de guerra sumaríssim. Schulenburg aplicà al peu de la lletra i disciplinà les diferents unitats, i quedà exonerat de qualsevol responsabilitat sobre el comportament de les tropes
A causa dels fracassos el Consell Secret saxó exigí a August II que abandonés la corona polonesa. La noblesa i les ciutats es rebel·laren contra el rei que volia continuar la lluita. El rei havia de retirar poc després les noves ordres de reclutament. Encobertament treballava tanmateix en el muntatge d'un nou exèrcit, així com en una pèrdua de poder del Consell Secret i permeté un Consell de guerra contra els desertors.